# 14226 Hamura
14226 Hamura è un asteroide della fascia principale. Scoperto nel 1999, presenta un'orbita caratterizzata da un semiasse maggiore pari a 2,7068203 UA e da un'eccentricità di 0,0384322, inclinata di 2,91798° rispetto all'eclittica.